# Collegio elettorale di Asti (Senato della Repubblica)
Il collegio di Asti fu un collegio elettorale uninominale della Repubblica Italiana appartenente alla Circoscrizione Piemonte; fu utilizzato per eleggere un senatore della Repubblica dalla I alla XIV legislatura, sebbene con estensioni diverse e sistemi elettorali diversi.

## Storia
Il collegio venne creato nel 1948 secondo la legge n. 29 del 6 febbraio 1948 la quale, pur basandosi sull'impianto proporzionale in vigore per la Camera, rispetto a quest'ultima conteneva alcuni piccoli correttivi in senso maggioritario. Tale legge ebbe il suo definitivo perfezionamento col Testo Unico n°361 del 1957. Differentemente dalla Camera, la legge elettorale del Senato si articolava su base regionale, seguendo il dettato costituzionale (art.57). Ogni Regione era suddivisa in tanti collegi uninominali quanti erano i seggi ad essa assegnati. All'interno di ciascun collegio, veniva eletto il candidato che avesse raggiunto il quorum del 65% delle preferenze: tale soglia, oggettivamente di difficilissimo conseguimento, tradiva l'impianto proporzionale su cui era concepito anche il sistema elettorale della Camera Alta. Qualora, come normalmente avveniva, nessun candidato avesse conseguito l'elezione, i voti di tutti i candidati venivano raggruppati in liste di partito a livello regionale, dove i seggi venivano allocati utilizzando il metodo D'Hondt delle maggiori medie statistiche e quindi, all'interno di ciascuna lista, venivano dichiarati eletti i candidati con le migliori percentuali di preferenza.
Nel 1993, con la cosiddetta Legge Mattarella (Legge n. 276, Norme per l'elezione del Senato della Repubblica), attuata in seguito al referendum abrogativo del 1993, venne istituito per la Camera dei deputati e per il Senato della Repubblica un sistema di elezione misto, in parte maggioritario e in parte proporzionale. Il 75% dei parlamentari dell'assemblea veniva eletto in collegi uninominali tramite sistema maggioritario a turno unico; il restante 25% al Senato veniva eletto tramite recupero proporzionale dei più votati non eletti attraverso un meccanismo di calcolo denominato "scorporo", cioè sottraendo dal conteggio dei voti totali di una lista nella parte proporzionale i voti ottenuti dai candidati collegati alla medesima lista che erano eletti nei collegi uninominali con il sistema maggioritario.
Il collegio venne abolito insieme a tutti gli altri che costituivano il Senato con la promulgazione della legge elettorale successiva, la cosiddetta Legge Calderoli. Questa prevedeva un sistema proporzionale con premio di maggioranza, che al Senato veniva attribuito a livello regionale.

## 1948-1993

### Territorio
Il collegio di Asti era uno dei 17 collegi uninominali in cui era suddiviso il Piemonte; comprendeva i seguenti comuni: Agliano, Albugnano, Antignano, Aramengo, Asti, Azzano d'Asti, Baldichieri d'Asti, Belveglio, Berzano di San Pietro, Bruno, Buttigliera d'Asti, Calamandrana, Calliano, Calosso, Camerano Casasco, Canelli, Cantarana, Capriglio, Casorzo, Castagnole delle Lanze, Castagnole Monferrato, Castell'Alfero, Castellero, Castello di Annone, Castelnuovo Belbo, Castelnuovo Calcea, Castelnuovo Don Bosco, Cellarengo, Celle Enomondo, Cerreto d'Asti, Cerro Tanaro, Chiusano d'Asti, Cinaglio, Cisterna d'Asti, Coazzolo, Cocconato, Corsione, Cortandone, Cortanze, Cortazzone, Cortiglione, Cossombrato, Costigliole d'Asti, Cunico, Dusino San Michele, Ferrere, Frinco, Grana Monferrato, Grazzano Badoglio, Incisa Scapaccino, Isola d'Asti, Maretto, Moasca, Mombercelli, Monale, Moncalvo, Moncucco Torinese, Mongardino, Montafia, Montaldo Scarampi, Montechiaro d'Asti, Montegrosso d'Asti, Montemagno, Montiglio, Moransengo, Nizza Monferrato, Passerano Marmorito, Penango, Piea, Pino d'Asti, Piovà Massaia, Portacomaro, Refrancore, Revigliasco d'Asti, Roatto, Robella, Rocca d'Arazzo, Rocchetta Tanaro, San Damiano d'Asti, San Martino Alfieri, San Marzano Oliveto, San Paolo Solbrito, Scandeluzza, Scurzolengo, Settime, Soglio, Tigliole, Tonco, Tonengo, Vaglio Serra, Valfenera, Viale, Viarigi, Vigliano d'Asti, Villa San Secondo, Villafranca d'Asti, Villanova d'Asti e Vinchio.

### Dati elettorali

#### I legislatura
|                                                                                | Vittorio Pugliese | Democrazia Cristiana           | 57 915  | 45,27 |  |  |  |  |  |
|                                                                                | Mario Fasano      | Fronte Democratico Popolare    | 29 929  | 23,40 |  |  |  |  |  |
|                                                                                | Giuseppe Bosia    | Partito dei Contadini d'Italia | 21 122  | 16,51 |  |  |  |  |  |
|                                                                                | Umberto Grilli    | Unità Socialista               | 13 693  | 10,70 |  |  |  |  |  |
|                                                                                | Mario Allara      | Blocco Nazionale               | 5 267   | 4,12  |  |  |  |  |  |
| Totale                                                                         | Totale            | Totale                         | 127 926 | 100   |  |  |  |  |  |
|                                                                                |                   |                                |         |       |  |  |  |  |  |
| Voti non validi                                                                | Voti non validi   | Voti non validi                | 7 176   | 5,31  |  |  |  |  |  |
| Votanti                                                                        | Votanti           | Votanti                        | 135 102 | 94,04 |  |  |  |  |  |
| Elettori                                                                       | Elettori          | Elettori                       | 143 662 |       |  |  |  |  |  |
|                                                                                |                   |                                |         |       |  |  |  |  |  |
| Nota: quorum del 65% non raggiunto; ripartizione dei seggi a livello regionale |                   |                                |         |       |  |  |  |  |  |
| Data: 18 aprile 1948                                                           |                   |                                |         |       |  |  |  |  |  |
| Fonte: Ministero dell'interno                                                  |                   |                                |         |       |  |  |  |  |  |

#### II legislatura
|                                                                                | Leopoldo Baracco ✔️ Eletto | Democrazia Cristiana                    | 53 280  | 42,31 |  |  |  |  |  |
|                                                                                | Giuseppe Bosia ✔️ Eletto   | Partito Nazionale Monarchico            | 22 414  | 17,80 |  |  |  |  |  |
|                                                                                | Felice Platon              | Partito Comunista Italiano              | 20 491  | 16,27 |  |  |  |  |  |
|                                                                                | Giovanni Spagarino         | Partito Socialista Italiano             | 11 192  | 8,89  |  |  |  |  |  |
|                                                                                | Luigi Cissello             | Partito Socialista Democratico Italiano | 7 813   | 6,21  |  |  |  |  |  |
|                                                                                | Mario Allara               | Partito Liberale Italiano               | 6 074   | 4,82  |  |  |  |  |  |
|                                                                                | Giacomo Osella             | Partito dei Contadini d'Italia          | 2 641   | 2,10  |  |  |  |  |  |
|                                                                                | Oreste Ariano              | Movimento Sociale Italiano              | 2 009   | 1,60  |  |  |  |  |  |
| Totale                                                                         | Totale                     | Totale                                  | 125 914 | 100   |  |  |  |  |  |
|                                                                                |                            |                                         |         |       |  |  |  |  |  |
| Voti non validi                                                                | Voti non validi            | Voti non validi                         | 8 127   | 6,06  |  |  |  |  |  |
| Votanti                                                                        | Votanti                    | Votanti                                 | 134 041 | 94,74 |  |  |  |  |  |
| Elettori                                                                       | Elettori                   | Elettori                                | 141 490 |       |  |  |  |  |  |
|                                                                                |                            |                                         |         |       |  |  |  |  |  |
| Nota: quorum del 65% non raggiunto; ripartizione dei seggi a livello regionale |                            |                                         |         |       |  |  |  |  |  |
| Data: 7 giugno 1953                                                            |                            |                                         |         |       |  |  |  |  |  |
| Fonte: Ministero dell'interno                                                  |                            |                                         |         |       |  |  |  |  |  |

#### III legislatura
|                                                                                | Leopoldo Barocco ✔️ Eletto | Democrazia Cristiana                       | 56 106  | 44,63 |  |  |  |  |  |
|                                                                                | Davide Lajolo              | Partito Comunista Italiano                 | 19 796  | 15,75 |  |  |  |  |  |
|                                                                                | Clemente Violardo          | Partito Socialista Italiano                | 10 732  | 8,54  |  |  |  |  |  |
|                                                                                | Oreste Donadeo             | Partito Nazionale Monarchico               | 10 542  | 8,39  |  |  |  |  |  |
|                                                                                | Leonardo Cendola           | Partito Socialista Democratico Italiano    | 8 822   | 7,02  |  |  |  |  |  |
|                                                                                | Giuseppe Bosia             | Movimento Comunità                         | 8 547   | 6,80  |  |  |  |  |  |
|                                                                                | Gilberto Barbero           | Partito Liberale Italiano                  | 6 107   | 4,86  |  |  |  |  |  |
|                                                                                | Germano Benzi              | Movimento Autonomista Regionale Piemontese | 2 608   | 2,07  |  |  |  |  |  |
|                                                                                | Carlo Pagliano             | Movimento Sociale Italiano                 | 1 373   | 1,09  |  |  |  |  |  |
|                                                                                | Eugenio Vogliotti          | Partito Monarchico Popolare                | 1 089   | 0,87  |  |  |  |  |  |
| Totale                                                                         | Totale                     | Totale                                     | 125 722 | 100   |  |  |  |  |  |
|                                                                                |                            |                                            |         |       |  |  |  |  |  |
| Voti non validi                                                                | Voti non validi            | Voti non validi                            | 8 692   | 6,47  |  |  |  |  |  |
| Votanti                                                                        | Votanti                    | Votanti                                    | 134 414 | 95,03 |  |  |  |  |  |
| Elettori                                                                       | Elettori                   | Elettori                                   | 141 440 |       |  |  |  |  |  |
|                                                                                |                            |                                            |         |       |  |  |  |  |  |
| Nota: quorum del 65% non raggiunto; ripartizione dei seggi a livello regionale |                            |                                            |         |       |  |  |  |  |  |
| Data: 25 maggio 1958                                                           |                            |                                            |         |       |  |  |  |  |  |
| Fonte: Ministero dell'interno                                                  |                            |                                            |         |       |  |  |  |  |  |

#### IV legislatura
|                                                                                | Leopoldo Baracco ✔️ Eletto | Democrazia Cristiana                    | 51 650  | 41,88 |  |  |  |  |  |
|                                                                                | G. Gaeta                   | Partito Comunista Italiano              | 22 442  | 18,20 |  |  |  |  |  |
|                                                                                | Oreste Donadeo             | Partito Liberale Italiano               | 18 685  | 15,15 |  |  |  |  |  |
|                                                                                | I. Nosengo                 | Partito Socialista Italiano             | 14 628  | 11,86 |  |  |  |  |  |
|                                                                                | G. Toselli                 | Partito Socialista Democratico Italiano | 11 249  | 9,12  |  |  |  |  |  |
|                                                                                | Eugenio Vogliotti          | MSI - PDIUM                             | 4 686   | 3,80  |  |  |  |  |  |
| Totale                                                                         | Totale                     | Totale                                  | 123 340 | 100   |  |  |  |  |  |
|                                                                                |                            |                                         |         |       |  |  |  |  |  |
| Voti non validi                                                                | Voti non validi            | Voti non validi                         | 10 781  | 8,04  |  |  |  |  |  |
| Votanti                                                                        | Votanti                    | Votanti                                 | 134 121 | 95,12 |  |  |  |  |  |
| Elettori                                                                       | Elettori                   | Elettori                                | 140 995 |       |  |  |  |  |  |
|                                                                                |                            |                                         |         |       |  |  |  |  |  |
| Nota: quorum del 65% non raggiunto; ripartizione dei seggi a livello regionale |                            |                                         |         |       |  |  |  |  |  |
| Data: 28 aprile 1963                                                           |                            |                                         |         |       |  |  |  |  |  |
| Fonte: Ministero dell'interno                                                  |                            |                                         |         |       |  |  |  |  |  |

#### V legislatura
|                                                                                | Giovanni Boano ✔️ Eletto | Democrazia Cristiana          | 54 551  | 43,73 |  |  |  |  |  |
|                                                                                | P. Savina                | PCI - PSIUP                   | 27 994  | 22,44 |  |  |  |  |  |
|                                                                                | G. Cirio                 | PSI-PSDI Unificati            | 18 630  | 14,94 |  |  |  |  |  |
|                                                                                | Oreste Donadeo           | Partito Liberale Italiano     | 14 775  | 11,85 |  |  |  |  |  |
|                                                                                | S. Censos                | Partito Repubblicano Italiano | 4 479   | 3,59  |  |  |  |  |  |
|                                                                                | G. Armosino              | MSI - PDIUM                   | 4 307   | 3,45  |  |  |  |  |  |
| Totale                                                                         | Totale                   | Totale                        | 124 736 | 100   |  |  |  |  |  |
|                                                                                |                          |                               |         |       |  |  |  |  |  |
| Voti non validi                                                                | Voti non validi          | Voti non validi               | 8 997   | 6,73  |  |  |  |  |  |
| Votanti                                                                        | Votanti                  | Votanti                       | 133 733 | 95,16 |  |  |  |  |  |
| Elettori                                                                       | Elettori                 | Elettori                      | 140 533 |       |  |  |  |  |  |
|                                                                                |                          |                               |         |       |  |  |  |  |  |
| Nota: quorum del 65% non raggiunto; ripartizione dei seggi a livello regionale |                          |                               |         |       |  |  |  |  |  |
| Data: 19 maggio 1968                                                           |                          |                               |         |       |  |  |  |  |  |
| Fonte: Ministero dell'interno                                                  |                          |                               |         |       |  |  |  |  |  |

#### VI legislatura
|                                                                                | Giovanni Boano ✔️ Eletto  | Democrazia Cristiana                    | 59 520  | 46,70 |  |  |  |  |  |
|                                                                                | O. Bo                     | PCI - PSIUP                             | 28 980  | 22,74 |  |  |  |  |  |
|                                                                                | I. Violardo               | Partito Socialista Italiano             | 11 181  | 8,77  |  |  |  |  |  |
|                                                                                | L. Buzio                  | Partito Socialista Democratico Italiano | 9 192   | 7,21  |  |  |  |  |  |
|                                                                                | G. Barbero                | Partito Liberale Italiano               | 8 431   | 6,61  |  |  |  |  |  |
|                                                                                | Giuseppe Emilio Migliardi | Partito Repubblicano Italiano           | 5 307   | 4,16  |  |  |  |  |  |
|                                                                                | A. Roffinella             | Movimento Sociale Italiano              | 4 854   | 3,81  |  |  |  |  |  |
| Totale                                                                         | Totale                    | Totale                                  | 127 465 | 100   |  |  |  |  |  |
|                                                                                |                           |                                         |         |       |  |  |  |  |  |
| Voti non validi                                                                | Voti non validi           | Voti non validi                         | 8 270   | 6,09  |  |  |  |  |  |
| Votanti                                                                        | Votanti                   | Votanti                                 | 135 735 | 95,70 |  |  |  |  |  |
| Elettori                                                                       | Elettori                  | Elettori                                | 141 837 |       |  |  |  |  |  |
|                                                                                |                           |                                         |         |       |  |  |  |  |  |
| Nota: quorum del 65% non raggiunto; ripartizione dei seggi a livello regionale |                           |                                         |         |       |  |  |  |  |  |
| Data: 7 maggio 1972                                                            |                           |                                         |         |       |  |  |  |  |  |
| Fonte: Ministero dell'interno                                                  |                           |                                         |         |       |  |  |  |  |  |

#### VII legislatura
|                                                                                | Giuseppe Miroglio ✔️ Eletto | Democrazia Cristiana                    | 56 606  | 43,83 |  |  |  |  |  |
|                                                                                | Giuseppe Milani             | Partito Comunista Italiano              | 37 859  | 29,31 |  |  |  |  |  |
|                                                                                | Pietro Beccuti              | Partito Socialista Italiano             | 10 114  | 7,83  |  |  |  |  |  |
|                                                                                | Giuseppe Salla              | Partito Socialista Democratico Italiano | 8 627   | 6,68  |  |  |  |  |  |
|                                                                                | Giuseppe Emilio Migliardi   | Partito Repubblicano Italiano           | 6 127   | 4,74  |  |  |  |  |  |
|                                                                                | Guglielmo Pasta             | Partito Liberale Italiano               | 4 459   | 3,45  |  |  |  |  |  |
|                                                                                | Giuseppe Oddone             | Movimento Sociale Italiano              | 4 240   | 3,28  |  |  |  |  |  |
|                                                                                | Giuseppino Pernice          | Partito Radicale                        | 1 121   | 0,87  |  |  |  |  |  |
| Totale                                                                         | Totale                      | Totale                                  | 129 153 | 100   |  |  |  |  |  |
|                                                                                |                             |                                         |         |       |  |  |  |  |  |
| Voti non validi                                                                | Voti non validi             | Voti non validi                         | 7 042   | 5,17  |  |  |  |  |  |
| Votanti                                                                        | Votanti                     | Votanti                                 | 136 195 | 95,07 |  |  |  |  |  |
| Elettori                                                                       | Elettori                    | Elettori                                | 143 257 |       |  |  |  |  |  |
|                                                                                |                             |                                         |         |       |  |  |  |  |  |
| Nota: quorum del 65% non raggiunto; ripartizione dei seggi a livello regionale |                             |                                         |         |       |  |  |  |  |  |
| Data: 20 giugno 1976                                                           |                             |                                         |         |       |  |  |  |  |  |
| Fonte: Ministero dell'interno                                                  |                             |                                         |         |       |  |  |  |  |  |

#### VIII legislatura
|                                                                                | Giuseppe Miroglio ✔️ Eletto | Democrazia Cristiana                         | 53 265  | 42,90 |  |  |  |  |  |
|                                                                                | Giuseppe Milani             | Partito Comunista Italiano                   | 32 976  | 26,56 |  |  |  |  |  |
|                                                                                | Pietro Beccuti              | Partito Socialista Italiano                  | 9 686   | 7,80  |  |  |  |  |  |
|                                                                                | Giuseppe Salla              | Partito Socialista Democratico Italiano      | 9 449   | 7,61  |  |  |  |  |  |
|                                                                                | Guglielmo Pasta             | Partito Liberale Italiano                    | 6 356   | 5,12  |  |  |  |  |  |
|                                                                                | L. Firpo                    | Partito Repubblicano Italiano                | 5 425   | 4,37  |  |  |  |  |  |
|                                                                                | Giuseppe Oddone             | Movimento Sociale Italiano                   | 3 511   | 2,83  |  |  |  |  |  |
|                                                                                | E. Bechis in Mancini        | Partito Radicale - Nuova Sinistra Unita      | 2 588   | 2,08  |  |  |  |  |  |
|                                                                                | E. Giacchero                | Costituente di Destra - Democrazia Nazionale | 916     | 0,74  |  |  |  |  |  |
| Totale                                                                         | Totale                      | Totale                                       | 124 172 | 100   |  |  |  |  |  |
|                                                                                |                             |                                              |         |       |  |  |  |  |  |
| Voti non validi                                                                | Voti non validi             | Voti non validi                              | 9 737   | 7,27  |  |  |  |  |  |
| Votanti                                                                        | Votanti                     | Votanti                                      | 133 909 | 92,93 |  |  |  |  |  |
| Elettori                                                                       | Elettori                    | Elettori                                     | 144 093 |       |  |  |  |  |  |
|                                                                                |                             |                                              |         |       |  |  |  |  |  |
| Nota: quorum del 65% non raggiunto; ripartizione dei seggi a livello regionale |                             |                                              |         |       |  |  |  |  |  |
| Data: 3 giugno 1979                                                            |                             |                                              |         |       |  |  |  |  |  |
| Fonte: Ministero dell'interno                                                  |                             |                                              |         |       |  |  |  |  |  |

#### IX legislatura
|                                                                                | Giuseppe Miroglio ✔️ Eletto | Democrazia Cristiana                    | 44 182  | 37,20 |  |  |  |  |  |
|                                                                                | Amos Luzzato                | Partito Comunista Italiano              | 29 695  | 25,00 |  |  |  |  |  |
|                                                                                | Gian Piro Vigna             | Partito Socialista Democratico Italiano | 10 453  | 8,80  |  |  |  |  |  |
|                                                                                | Carlo Ciccolari Micardi     | Partito Socialista Italiano             | 10 065  | 8,47  |  |  |  |  |  |
|                                                                                | Giovanni Turello            | Partito Repubblicano Italiano           | 6 997   | 5,89  |  |  |  |  |  |
|                                                                                | Giuseppe Barberis           | Partito Liberale Italiano               | 6 918   | 5,82  |  |  |  |  |  |
|                                                                                | Aldo Cortese                | Movimento Sociale Italiano              | 5 364   | 4,52  |  |  |  |  |  |
|                                                                                | Giorgio Duval               | Partito Radicale                        | 3 094   | 2,60  |  |  |  |  |  |
|                                                                                | Carlo Sottile               | Democrazia Proletaria                   | 1 551   | 1,31  |  |  |  |  |  |
|                                                                                | Luciano Gibelli             | Lista per Trieste                       | 464     | 0,39  |  |  |  |  |  |
| Totale                                                                         | Totale                      | Totale                                  | 118 783 | 100   |  |  |  |  |  |
|                                                                                |                             |                                         |         |       |  |  |  |  |  |
| Voti non validi                                                                | Voti non validi             | Voti non validi                         | 13 036  | 9,89  |  |  |  |  |  |
| Votanti                                                                        | Votanti                     | Votanti                                 | 131 819 | 90,50 |  |  |  |  |  |
| Elettori                                                                       | Elettori                    | Elettori                                | 145 660 |       |  |  |  |  |  |
|                                                                                |                             |                                         |         |       |  |  |  |  |  |
| Nota: quorum del 65% non raggiunto; ripartizione dei seggi a livello regionale |                             |                                         |         |       |  |  |  |  |  |
| Data: 26 giugno 1983                                                           |                             |                                         |         |       |  |  |  |  |  |
| Fonte: Ministero dell'interno                                                  |                             |                                         |         |       |  |  |  |  |  |

#### X legislatura
|                                                                                | Luigi Poli ✔️ Eletto | Democrazia Cristiana                    | 43 562  | 35,74 |  |  |  |  |  |
|                                                                                | G. Saracco           | Partito Comunista Italiano              | 27 208  | 22,32 |  |  |  |  |  |
|                                                                                | Piero Goitre         | Partito Socialista Italiano             | 14 798  | 12,14 |  |  |  |  |  |
|                                                                                | F. Mogliotti         | Partito Socialista Democratico Italiano | 7 560   | 6,20  |  |  |  |  |  |
|                                                                                | A. Cortese           | Movimento Sociale Italiano              | 5 627   | 4,62  |  |  |  |  |  |
|                                                                                | G. G. Rostagno       | Partito Liberale Italiano               | 4 707   | 3,86  |  |  |  |  |  |
|                                                                                | G. Cantarelli        | Partito Repubblicano Italiano           | 4 604   | 3,78  |  |  |  |  |  |
|                                                                                | A. Viviani           | Partito Radicale                        | 3 595   | 2,95  |  |  |  |  |  |
|                                                                                | P. Racca             | Lista Verde                             | 3 125   | 2,56  |  |  |  |  |  |
|                                                                                | P. Molino            | Piemont Autonomia Regionale             | 2 163   | 1,77  |  |  |  |  |  |
|                                                                                | S. G. Fassio         | Democrazia Proletaria                   | 1 817   | 1,49  |  |  |  |  |  |
|                                                                                | D. Ottazzi           | Liga Veneta - Pensionati Uniti          | 1 319   | 1,08  |  |  |  |  |  |
|                                                                                | A. Colli             | Piemont                                 | 1 086   | 0,89  |  |  |  |  |  |
|                                                                                | G. Pasini            | Movimento di Liberazione Fiscale        | 458     | 0,38  |  |  |  |  |  |
|                                                                                | D. Foschi            | Alleanza Popolare Pensionati            | 262     | 0,21  |  |  |  |  |  |
| Totale                                                                         | Totale               | Totale                                  | 121 891 | 100   |  |  |  |  |  |
|                                                                                |                      |                                         |         |       |  |  |  |  |  |
| Voti non validi                                                                | Voti non validi      | Voti non validi                         | 11 599  | 8,69  |  |  |  |  |  |
| Votanti                                                                        | Votanti              | Votanti                                 | 133 490 | 90,51 |  |  |  |  |  |
| Elettori                                                                       | Elettori             | Elettori                                | 147 489 |       |  |  |  |  |  |
|                                                                                |                      |                                         |         |       |  |  |  |  |  |
| Nota: quorum del 65% non raggiunto; ripartizione dei seggi a livello regionale |                      |                                         |         |       |  |  |  |  |  |
| Data: 14 giugno 1987                                                           |                      |                                         |         |       |  |  |  |  |  |
| Fonte: Ministero dell'interno                                                  |                      |                                         |         |       |  |  |  |  |  |

#### XI legislatura
|                                                                                | Giovanni Battista Rabino ✔️ Eletto | Democrazia Cristiana                    | 32 963  | 26,62 |  |  |  |  |  |
|                                                                                | Massimo Scaglione                  | Lega Lombarda                           | 20 669  | 16,69 |  |  |  |  |  |
|                                                                                | Piero Goitre                       | Partito Socialista Italiano             | 14 722  | 11,89 |  |  |  |  |  |
|                                                                                | Bruno Domenico Ferraris            | Partito Democratico della Sinistra      | 12 128  | 9,79  |  |  |  |  |  |
|                                                                                | Raffaele Costa                     | Partito Liberale Italiano               | 9 754   | 7,88  |  |  |  |  |  |
|                                                                                | Aldo Giuseppe Bologna              | Partito della Rifondazione Comunista    | 8 393   | 6,78  |  |  |  |  |  |
|                                                                                | Antonio Baudo                      | Movimento Sociale Italiano              | 4 849   | 3,92  |  |  |  |  |  |
|                                                                                | Luigi Nava                         | Lega Alpina Piemont                     | 4 076   | 3,29  |  |  |  |  |  |
|                                                                                | Germano Cantarelli                 | Partito Repubblicano Italiano           | 3 923   | 3,17  |  |  |  |  |  |
|                                                                                | Achille Valerio Galvagno           | Federazione dei Verdi                   | 3 431   | 2,77  |  |  |  |  |  |
|                                                                                | Pio Golinelli                      | Partito Pensionati                      | 2 169   | 1,75  |  |  |  |  |  |
|                                                                                | Franco Fantaroni                   | La Lega Casalinghe-Pensionati           | 2 166   | 1,75  |  |  |  |  |  |
|                                                                                | Palmina Albertina Penna            | Partito Socialista Democratico Italiano | 2 044   | 1,65  |  |  |  |  |  |
|                                                                                | Giovanni Vergnano                  | Sì Referendum                           | 1 377   | 1,11  |  |  |  |  |  |
|                                                                                | Vincenzo Mittica                   | Verdi Verdi                             | 921     | 0,74  |  |  |  |  |  |
|                                                                                | Antonio Baeli                      | Federalismo - Pensionati Uomini Vivi    | 266     | 0,21  |  |  |  |  |  |
| Totale                                                                         | Totale                             | Totale                                  | 123 851 | 100   |  |  |  |  |  |
|                                                                                |                                    |                                         |         |       |  |  |  |  |  |
| Voti non validi                                                                | Voti non validi                    | Voti non validi                         | 9 706   | 7,27  |  |  |  |  |  |
| Votanti                                                                        | Votanti                            | Votanti                                 | 133 557 | 88,18 |  |  |  |  |  |
| Elettori                                                                       | Elettori                           | Elettori                                | 151 452 |       |  |  |  |  |  |
|                                                                                |                                    |                                         |         |       |  |  |  |  |  |
| Nota: quorum del 65% non raggiunto; ripartizione dei seggi a livello regionale |                                    |                                         |         |       |  |  |  |  |  |
| Data: 5 aprile 1992                                                            |                                    |                                         |         |       |  |  |  |  |  |
| Fonte: Ministero dell'interno                                                  |                                    |                                         |         |       |  |  |  |  |  |

## 1993-2005

### Territorio
Il collegio di Asti era uno dei 17 collegi uninominali in cui era suddiviso il Piemonte; come previsto dal D.Lgs. del 20 dicembre 1993 n. 535, e comprendeva i seguenti comuni delle province di Asti e Alessandria: Acqui Terme, Agliano, Albugnano, Alice Bel Colle, Antignano, Aramengo, Asti, Azzano d'Asti, Baldichieri d'Asti, Belveglio, Berzano di San Pietro, Bistagno, Bruno, Bubbio, Buttigliera d'Asti, Calamandrana, Calliano, Calosso, Camerano Casasco, Canelli, Cantarana, Capriglio, Cartosio, Casorzo, Cassinasco, Cassine, Cassinelle, Castagnole delle Lanze, Castagnole Monferrato, Castel Boglione, Castel Rocchero, Castell'Alfero, Castellero, Castelletto d'Erro, Castelletto Molina, Castello di Annone, Castelnuovo Belbo, Castelnuovo Calcea, Castelnuovo Don Bosco, Cavatore, Cellarengo, Celle Enomondo, Cerreto d'Asti, Cerro Tanaro, Cessole, Chiusano d'Asti, Cinaglio, Cisterna d'Asti, Coazzolo, Cocconato, Colcavagno, Corsione, Cortandone, Cortanze, Cortazzone, Cortiglione, Cossombrato, Costigliole d'Asti, Cunico, Denice, Dusino San Michele, Ferrere, Fontanile, Frinco, Grana Monferrato, Grazzano Badoglio, Grognardo, Incisa Scapaccino, Isola d'Asti, Loazzolo, Malvicino, Maranzana, Maretto, Melazzo, Merana, Moasca, Mombaldone, Mombaruzzo, Mombercelli, Monale, Monastero Bormida, Moncalvo, Moncucco Torinese, Mongardino, Montabone, Montafia, Montaldo Scarampi, Montechiaro d'Acqui, Montechiaro d'Asti, Montegrosso d'Asti, Montemagno, Montiglio, Moransengo, Morbello, Morsasco, Nizza Monferrato, Olmo Gentile, Orsara Bormida, Pareto, Passerano Marmorito, Penango, Piea, Pino d'Asti, Piovà Massaia, Ponti, Portacomaro, Prasco, Quaranti, Refrancore, Revigliasco d'Asti, Ricaldone, Roatto, Robella, Rocca d'Arazzo, Roccaverano, Rocchetta Palafea, Rocchetta Tanaro, San Damiano d'Asti, San Giorgio Scarampi, San Martino Alfieri, San Marzano Oliveto, San Paolo Solbrito, Scandeluzza, Scurzolengo, Serole, Sessame, Settime, Soglio, Spigno Monferrato, Strevi, Terzo, Tigliole, Tonco, Tonengo, Vaglio Serra, Valfenera, Vesime, Viale, Viarigi, Vigliano d'Asti, Villa San Secondo, Villafranca d'Asti, Villanova d'Asti, Vinchio e Visone.

### Eletti
| Elezione | Elezione | Senatore          | Partito                 |
| -------- | -------- | ----------------- | ----------------------- |
|          | 1994     | Massimo Scaglione | Polo delle Libertà (LN) |
|          | 1996     | Giovanni Saracco  | L'Ulivo (PDS)           |
|          | 2001     | Guido Brignone    | Casa delle Libertà (LN) |

### Dati elettorali

#### XII legislatura
|                               | Massimo Scaglione ✔️ Eletto | Polo delle Libertà         | 58 882  | 37,72 |  |  |  |  |  |
|                               | Ernesto Eligio Doglio Cotto | Progressisti               | 36 704  | 23,51 |  |  |  |  |  |
|                               | Carlo Cerrato               | Patto per l'Italia         | 27 205  | 17,43 |  |  |  |  |  |
|                               | Antonio Laudati             | Alleanza Nazionale         | 12 523  | 8,02  |  |  |  |  |  |
|                               | Liliana Valentina Agnello   | Lista Pannella-Riformatori | 6 720   | 4,31  |  |  |  |  |  |
|                               | Angelo Benotto              | Lega per il Piemonte       | 5 490   | 3,52  |  |  |  |  |  |
|                               | Luciana Pastorello          | Partito Pensionati         | 4 429   | 2,84  |  |  |  |  |  |
|                               | Enzo Mittica                | Verdi Verdi                | 3 595   | 2,30  |  |  |  |  |  |
|                               | Giuseppe Leva               | Rinnovamento               | 549     | 0,35  |  |  |  |  |  |
| Totale                        | Totale                      | Totale                     | 156 097 | 100   |  |  |  |  |  |
|                               |                             |                            |         |       |  |  |  |  |  |
| Voti non validi               | Voti non validi             | Voti non validi            | 14 401  | 8,45  |  |  |  |  |  |
| Votanti                       | Votanti                     | Votanti                    | 170 498 | 87,08 |  |  |  |  |  |
| Elettori                      | Elettori                    | Elettori                   | 195 787 |       |  |  |  |  |  |
|                               |                             |                            |         |       |  |  |  |  |  |
| Data: 27-28 marzo 1994        |                             |                            |         |       |  |  |  |  |  |
| Fonte: Ministero dell'interno |                             |                            |         |       |  |  |  |  |  |

#### XIII legislatura
|                               | Giovanni Saracco ✔️ Eletto | L'Ulivo                 | 56 083  | 36,73 |  |  |  |  |  |
|                               | Lorenzo Franco Giribone    | Polo per le Libertà     | 51 492  | 33,73 |  |  |  |  |  |
|                               | Massimo Scaglione          | Lega Nord               | 34 701  | 22,73 |  |  |  |  |  |
|                               | Giuseppe Reggio            | Partito Pensionati      | 4 202   | 2,75  |  |  |  |  |  |
|                               | Vincenzo Sammartino        | Verdi Verdi             | 2 846   | 1,86  |  |  |  |  |  |
|                               | Angelo Benotto             | Piemonte Nazione Europa | 1 953   | 1,28  |  |  |  |  |  |
|                               | Paolo De Martino           | Mani Pulite             | 1 398   | 0,92  |  |  |  |  |  |
| Totale                        | Totale                     | Totale                  | 152 675 | 100   |  |  |  |  |  |
|                               |                            |                         |         |       |  |  |  |  |  |
| Voti non validi               | Voti non validi            | Voti non validi         | 12 286  | 7,45  |  |  |  |  |  |
| Votanti                       | Votanti                    | Votanti                 | 164 961 | 83,43 |  |  |  |  |  |
| Elettori                      | Elettori                   | Elettori                | 197 713 |       |  |  |  |  |  |
|                               |                            |                         |         |       |  |  |  |  |  |
| Data: 21 aprile 1996          |                            |                         |         |       |  |  |  |  |  |
| Fonte: Ministero dell'interno |                            |                         |         |       |  |  |  |  |  |

#### XIV legislatura
|                               | Guido Brignone ✔️ Eletto   | Casa delle Libertà                   | 71 224  | 46,48 |  |  |  |  |  |
|                               | Giovanni Saracco           | L'Ulivo                              | 56 242  | 36,70 |  |  |  |  |  |
|                               | Carlo Giuseppe Sottile     | Partito della Rifondazione Comunista | 7 736   | 5,05  |  |  |  |  |  |
|                               | Gianfranca Baracca         | Lista Di Pietro                      | 5 270   | 3,44  |  |  |  |  |  |
|                               | Carla Marchisio            | Lista Pannella-Bonino                | 4 345   | 2,84  |  |  |  |  |  |
|                               | Gian Paolo Boccardo        | Democrazia Europea                   | 4 059   | 2,65  |  |  |  |  |  |
|                               | Giuseppe Rosario Martorana | Fiamma Tricolore                     | 2 193   | 1,43  |  |  |  |  |  |
|                               | Elidia Clovis              | Verdi Verdi                          | 2 161   | 1,41  |  |  |  |  |  |
| Totale                        | Totale                     | Totale                               | 153 230 | 100   |  |  |  |  |  |
|                               |                            |                                      |         |       |  |  |  |  |  |
| Voti non validi               | Voti non validi            | Voti non validi                      | 11 335  | 6,89  |  |  |  |  |  |
| Votanti                       | Votanti                    | Votanti                              | 164 565 | 82,10 |  |  |  |  |  |
| Elettori                      | Elettori                   | Elettori                             | 200 449 |       |  |  |  |  |  |
|                               |                            |                                      |         |       |  |  |  |  |  |
| Data: 13 maggio 2001          |                            |                                      |         |       |  |  |  |  |  |
| Fonte: Ministero dell'interno |                            |                                      |         |       |  |  |  |  |  |